# الور، کرنول
الور، کرنول (به انگلیسی: Alur, Kurnool) یک منطقهٔ مسکونی در هند است که در آندرا پرادش واقع شده‌است.